# Praetextatus (Jurist)
Praetextatus war ein spätantiker, nachklassischer römischer Jurist an der Wende vom 3. zum 4. Jahrhundert. Es wird vermutet, dass er aus Africa stammte, worauf sein Name hinweist, der in der Zeit dort sehr verbreitet war.
Bekannt ist Praetextatus durch einen paganen Grabstein, von dem ein Fragment im Museo Nazionale Romano in Rom aufbewahrt wird. Von dem Text ist nur der obere linke Teil erhalten, wie sich aus den ursprünglich symmetrischen Verzierungen des Steins erschließen lässt. In abgebrochenem Text ist nicht nur verewigt, dass er den Titel vir egregius trug und „von vornehmer Abstammung“ war, sondern auch, dass Praetextatus als „Rechtsgelehrter“ tätig war (Hic situs est / Praetexatus v(ir) e(gregius) / iuris peritus / nobilitate). Géza Alföldy und André Chastagnol gehen davon aus, dass den erhaltenen Informationen weitere Würdenfunktionen des Verstorbenen folgten, so ein verwaltungsrechtlicher Sexagenarierposten und eine Fiskal- oder sonstige Amtsadvokatur am Gericht des Prokonsuls.
Grob datieren lässt sich die Inschrift durch die Tatsache, dass der Begrabene nur mit einem einzigen Namen genannt wird (was erst ab Mitte des 3. Jahrhunderts vorkam), aber mit einem vergleichsweise sachlichen Stil beschrieben wird (was ab Mitte des 4. Jahrhunderts unüblich wurde).